# Ультра Магнус
У́льтра Ма́гнус (англ. Ultra Magnus) — один из основных персонажей целого ряда мультсериалов и комиксов о трансформерах. Обычно выступает в роли помощника командира автоботов Оптимуса Прайма.

## Описание
Образцовый солдат во всех смыслах этого слова. Умело и старательно исполняет приказы главы автоботов Оптимуса Прайма. Он не только отважен, но и обладает инициативой, способен на импровизацию и смекалку во время боя. Тем не менее, он не из тех, кто убеждён, что «носит в своём ранце маршальский жезл». Сознавая всю меру ответственности, которую налагает звание командира, он предпочёл бы оставаться подчинённым, если бы у него была возможность выбирать. Как говорит сам Ультра Магнус, «Я чувствую себя дискомфортно, когда на мои плечи ложится мантия полководца, но если окажется так, что я буду вынужден принять этот пост, скажем, во время боя, то незамедлительно это сделаю».
Всегда готов пожертвовать своей жизнью ради общего дела или спасения товарищей, которые попали в беду. Решительность, справедливость и храбрость — это главные черты Ультра Магнуса.

## Биография

### «Трансформеры G1»
Хотя Оптимус Прайм называет Ультра Магнуса «старым другом», тот впервые появляется в качестве действующего лица только в мультфильме «Трансформеры: The Movie». Возможно из-за того, что, вероятно, раненый друг Ориона Пакса, Дион, был переделан как и Орион Пакс и Ариэль.  Здесь он занимает должность командира гарнизона в городе-крепости, построенном автоботами на Земле, и очень ответственно относится к своим обязанностям. Как только получено известие о появлении десептиконов, он быстро мобилизует все имеющиеся в его распоряжении средства обороны, и хотя десептиконы благодаря Разрушителю нанесли городу серьёзный ущерб, автоботы под командованием Ультра Магнуса смогли продержаться до прибытия подкрепления в лице Оптимуса Прайма и Диноботов. Когда Оптимус был смертельно ранен в поединке с Мегатроном, он перед кончиной назвал Ультра Магнуса своим преемником и передал ему Матрицу лидерства. Узнав об этом от Юникрона, Гальватрон (обновлённый и переформатированный Юникроном Мегатрон) со своей армадой Свипов атаковал то, что осталось от города автоботов, чтобы уничтожить Ультра Магнуса вместе с Матрицей. Ультра Магнусу и оставшимся в городе автоботам — Микроскопу, Патрону, Арси и другим — пришлось в спешном порядке покинуть Землю. Гальватрон бросился в погоню за ними, но Ультра Магнус приказал отстыковать бо́льшую часть шаттла, на котором летели автоботы; тем самым ему удалось на время ввести преследователей в заблуждение. Когда Гальватрон всё же обнаружил, что автоботы не погибли, и настиг их на планете Джанк, Ультра Магнус отослал товарищей в убежище, а сам попытался победить врагов силой Матрицы, однако не смог её открыть и был расстрелян Свипами. К счастью для него, Джанкионы вовремя отремонтировали его, так что он смог вернуться в строй и принять участие в битве с Юникроном.
Новым предводителем автоботов стал, как известно, Родимус Прайм (бывший Патрон), который сумел сделать то, что не получилось у Магнуса — открыть Матрицу и её силой разрушить Юникрона. Ультра Магнус с явным облегчением сложил с себя обязанности командира и занял пост начальника штаба при новом лидере. Магнус постоянно поддерживал Родимуса в трудные моменты и всячески пытался заставить его поверить в свои силы.

### «Трансформеры: Scramble City»
Ультра Магнус работал на секретном заводе, где руководил постройкой Метроплекса. Когда Оптимус Прайм запросил помощи, Магнус отказал, поскольку титан ещё не прошёл проверку. Однако, как только тестирование завершилось, Магнус вместе с протектоботами и Метроплексом отправился на подмогу и помог отбить совместную атаку Брутикуса и Менейсора. Затем вместе с другими автоботами наблюдал, как из воды поднимается Триптикон.

### «Трансформеры: The Headmasters»
В этом сериале является одним из основных действующих лиц. Командует силами обороны автоботов на Земле. Его постоянная резиденция и лучший друг — город автоботов Метроплекс. Был смертельно ранен в битве с Шестизарядником и скончался от ран на руках Крепыша Максимуса. Вопреки традиции, в соответствии с которой погибших автоботов хоронили в космосе, Ультра Магнус по просьбе Метроплекса был похоронен на Земле.

### «Трансформеры: Robot in disguise»
В этом сериале Ультра Магнус появляется на Земле самым последним из автоботов. Но, несмотря на принадлежность к автоботам он не спешит вступить в команду Оптимуса Прайма, да и к Мегатрону тоже не собирается. Однако почти сразу по прибытии он сначала нападает на «БРАТЬЕВ-АВТОБОТОВ», а потом на Оптимуса, и начинается драка. Оптимус не собирается отвечать Магнусу ударами на удары — ведь Магнус для него как брат. В свою очередь, Магнус говорит, что преданность автобота он оставил на Кибертроне, когда покинул его. Оказалось, что Оптимус и Магнус были претендентами на место лидера автоботов. Магнус считал себя более достойным, но Матрица выбрала лидером Оптимуса. Он прибыл на Землю, чтобы забрать Матрицу (если понадобится, то и силой). Поврежденный Оптимус отправляется на небольшой остров, где его находят предаконы и десептиконы. Следом за ними появляется и Ультра Магнус. Он притворяется, что хочет помочь, а сам силой заставляет Оптимуса объединиться в Омегу Прайма. Но Магнус не учёл, что сила Омеги принадлежит и Оптимусу. В конце концов, Оптимус берёт верх над Магнусом. Омега Прайм побеждает предаконов и десептиконов. Оптимус не держит зла на Магнуса, тот в свою очередь начинает подумывать присоединится к Оптимусу, но с решением не торопится. Позднее Магнус ещё не раз помогает автоботам в битвах. В одной из них он усиливает «БРАТЬЕВ-АВТОБОТОВ», но сам не понимает, как именно он это сделал (возможно, часть энергии Матрицы передалась Магнусу).

### «Трансформеры: Animated»
Ультра Магнус является Верховным Главнокомандующим автоботов и командиром Элитной Гвардии Кибертрона. Ветеран Великой Войны, Магнус прямодушен и откровенен в речах и поступках, без колебаний высказывает как похвалу своим подчинённым, так и выговоры. Впрочем, он не очень словоохотлив, поэтому и то, и другое от него можно услышать довольно редко. Посвятил себя делу поддержания мира на Кибертроне и уверен, что для этой цели все средства хороши. Опыт военных действий приучил его действовать, не тратя времени на размышления, и поэтому его решения иногда бывают слишком поспешными.
 Возможно, Магнус и не самый обаятельный из автоботов, но он смел и абсолютно честен. Ультра Магнус никогда не уклоняется от участия в сражении. Когда необходимо принять бой, он использует свой Молот Магнуса; это символ его власти, и в то же время — грозное оружие. Этот молот способен воздействовать на атмосферу, вызывая разрушительные молнии.

### «Трансформеры: Prime»
Бывший старший офицер и ученик Оптимуса Прайма, во время войны на Кибертроне командовал отрядом «Разрушители» (англ. Wreckers). Появляется в 3-м сезоне. Временно замещает Оптимуса на посту лидера автоботов. Умный, рассудительный, хороший и опытный командир, но довольно чопорный. Любит подчёркивать свой статус командира (пусть даже временного), требует неукоснительного соблюдения субординации и дисциплины. На этой почве у него часто происходят столкновения с Уилджеком (причём по ходу действия быстро становится понятно, что конфликтуют они уже не в первый раз; последний конфликт закончился тем, что Уилджек отказался служить под командованием Ультра Магнуса, и покинул Рэкеров). 
Во время операции по уничтожению секретной лаборатории десептиконов Ультра Магнус и Уилджек бок о бок сражались с очень опасным противником — трансформером-драконом Предакингом. Во время схватки с ним Ультра Магнус лишился кисти руки, и если бы не вмешательство Оптимуса Прайма, последствия могли бы быть ещё более тяжёлыми.
В сиквеле сериала — мультфильме «Трансформеры: Прайм - Восстание Предаконов», действие которого происходит спустя некоторое время после победы автоботов, гибели Мегатрона и возрождения Кибертрона, Оптимус Прайм поручает Ультра Магнусу командование «службой безопасности», цель которой — поиск скрывающихся на Кибертроне беглых десептиконов. Однако тот был серьёзно ранен предаконами Скайлинксом и Даркстилом, после чего пришлось вызывать с Земли Рэтчета, чтобы он спас Ультра Магнуса.

### Фильм
Появление Ультра Магнуса ожидалось в фильме «Трансформеры 3: Тёмная сторона Луны Однако создатели, закончив работу над внешним видом трансформера, решили сменить имя «Ультра Магнус» на «Сентинел Прайм» (этот персонаж позднее «сменил сторону» и присоединился к десептиконам).

## Технические характеристики

Альт-форма Магнуса

В «Первом Поколении» трансформируется в самоходный ракетный комплекс; его ракеты способны поразить любую цель на расстоянии 30 миль. В режиме робота тоже вооружён ракетами (установки для их запуска находятся у него на плечах), а также бластером.
В «Автороботах» трансформируется в автотрейлер. В этом режиме вооружён восьмиствольным пулемётом и лазерной пушкой, а также из задних фонарей может выпускать электронные лучи, которые отключают врага. В альт-форме робота вооружён тем же пулемётом и пушкой, а также в этой форме умеет летать. Вместе с Оптимусом образует мощный гештальт — Омега Прайм.
В «Прайме» трансформируется в синий тягач. В режиме робота вооружён двумя ионными бластерами. В качестве оружия рукопашного боя использует Молот Солус Прайм (одну из кибертронских реликвий из архивов Иакона). Кроме того, имеет личный звездолёт, в потайном отсеке которого хранится дополнительный запас вооружения.

## Слабости

### «Трансформеры G1»
Как в техноформе, так и в форме робота Ультра Магнус — довольно медлительный, из-за чего испытывает проблемы в схватках с быстрыми и проворными противниками.

### «Трансформеры: Прайм»
Здесь Ультра Магнус, несмотря на свою чрезмерную дисциплинированность, склонен переоценивать себя, в результате чего он не один раз находился на грани жизни и смерти.

## Видеоигры
TRANSFORMERS - War for Cybertron ds
открывается в арене

### «Transformers: Fall of Cybertron»
В кампании Ультра Магнус не встречается, однако в сетевой игре представлены его запчасти, которые можно использовать после приобретения DLC.

## Появление в сериях
Трансформеры: Кино
Трансформеры: Скрэмбл Сити

Ультра Магнус

Трансформеры G1 — третий и четвёртый сезоны — все серии
Трансформеры: Властоглавы
- 1. Четверо небесных воинов / Four Warriors Come out of the Sky
- 2. История планеты Мастер / The Mystery of Planet Master
- 3. Рождение нового лидера / Birth of the Fantastic Double Prime
- 4. Решающая битва кассетных роботов / The Great Cassette Operation
- 6. Зловещий метеорит / Approach of the Demon Meteorite
- 7. Четыре миллиона лет под покровом тайны / The Four-Million-Year-Old Veil of Mystery
- 8. Тень зла / Terror! The Six Shadows
- 12. Пробуждение потухшего вулкана / The Dormant Volcano Mysteriously Erupts
- 13. Крепыш Максимус обретает новую силу / Head On! Fortress Maximus
- 14. Взрывы на Марсе. Крепыш Максимус в опасности / Explosion on Mars! Maximus is in Danger
- 15. Взрывы на Марсе. Скорпоног появляется / Explosion on Mars! MegaZarak Appears
- 17. Сигнал бедствия с пропавшей планеты / S.O.S. from Planet Sandra
- 24. Смерть Магнуса / Ultra Magnus Dies

Трансформеры: Кибертрон
- 32. Равновесие / Balance[9]

Трансформеры: Анимейтед
Трансформеры: Прайм — серии 54-65
Трансформеры: Прайм — Восстание Предаконов